# Konati järv
Konati järv oder Silla järv (järv = See) ist ein künstlicher See in der Landgemeinde Saaremaa im Kreis Saare auf der größten estnischen Insel Saaremaa. Der Umfang des Sees beträgt 1420 Meter. Er liegt einen Kilometer vom Ort Silla und fünf Kilometer von der Ostsee entfernt.
Der See war einst eine Kiesgrube, die sich mit Grundwasser füllte.